# مقاطعة كنت (تكساس)
مقاطعة كنت (بالإنجليزية: Kent  County)‏ هي إحدى المقاطعات في ولاية تكساس، الولايات المتحدة الأمريكية.